# Canton de Goderville
Le canton de Goderville est une ancienne division administrative française située dans le département de la Seine-Maritime et la région Haute-Normandie.

## Géographie
Ce canton était organisé autour de Goderville dans l'arrondissement du Havre. Son altitude variait de 32 m (Bec-de-Mortagne) à 147 m (Vattetot-sous-Beaumont) pour une altitude moyenne de 113 m.

## Histoire
- De 1833 à 1848, les cantons de Criquetot et de Goderville avaient le même conseiller général. Le nombre de conseillers généraux était limité à 30 par département.

## Représentation

### Conseillers généraux de 1833 à 2015
| Période | Période      | Identité                                                | Étiquette                             | Qualité |
| ------- | ------------ | ------------------------------------------------------- | ------------------------------------- | --- |
| 1833    | 1841 (décès) | Pierre Manoury de Franqueville                          |                                       | Maire de Mélamare puis de Goderville Président de la société d'agriculture                                                                 |
| 1842    | 1848         | Ludovic Vitet                                           | Droite monarchiste                    | Inspecteur des monuments historiques, membre de l'Académie Française Membre du Conseil d'État, député (1834-1848, 1849-1851, 1871-1873)    |
| 1848    | 1861         | Charles Alphonse de la Londe du Thil                    |                                       | Propriétaire, maire de Tocqueville-Bénarville puis de Claville-Motteville                                                                  |
| 1861    | 1870 (décès) | Auguste Davillier, Comte Regnaud de Saint-Jean-d'Angély | Bonapartiste                          | Ancien écuyer de l'Empereur Napoléon Ier                                                                                                   |
| 1870    | 1891         | Jules Ancel                                             | Droite monarchiste                    | Armateur Député (1849, 1852-1859, 1871) Sénateur (1876-1891) Maire du Havre (1848-1849) Président du Conseil Général                       |
| 1891    | 1895         | Henri Le Vaillant du Douët                              | Droite monarchiste                    | Maire de Bernières (1859-1912) Député (1876-1881)                                                                                          |
| 1895    | 1901         | Célestin Bellet                                         | Républicain                           | Maire de Goderville (1888-1917) |
| 1901    | 1910 (décès) | André Suchetet                                          | Act.lib.                              | Propriétaire terrien, propriétaire du château d'Antiville Maire de Bréauté (1881-?), ancien conseiller d'arrondissement Député (1898-1910) |
| 1910    | 1913         | Jean Suchetet (fils du précédent)                       | Act.lib.                              | Maire de Bréauté |
| 1913    | 1919         | Robert Jouen                                            | Rad.                                  | Docteur en médecine, adjoint au Maire de Goderville                                                                                        |
| 1919    | 1937         | Bernard Lefebvre                                        | FR                                    | Propriétaire à Goderville, conseiller d'arrondissement                                                                                     |
| 1937    | 1940         | Marcel Lebreton                                         | Ind.                                  | Exploitant agricole Maire d'Annouville-Vilmesnil (1935-1977)                                                                               |
|         |              |                                                         |                                       | |
| 1945    | 1976         | Marcel Lebreton                                         | MRP puis RI                           | Maire d'Annouville-Vilmesnil (1935-1977) Sénateur (1954-1968)                                                                              |
| 1976    | 2015         | Philippe Clément-Grandcourt                             | Alternance 76 (DVD puis RPR puis UMP) | Chef d'entreprise Maire de Bénarville (1977-2014) Suppléant du député Daniel Fidelin (2002-2007)                                           |

### Conseillers d'arrondissement (de 1833 à 1940)
| Période                                  | Période | Identité                     | Étiquette                   | Qualité |
| ---------------------------------------- | ------- | ---------------------------- | --------------------------- | --- |
| 1833                                     | 1836    | Jean André Séry (1780-1843)  |                             | Propriétaire et fabricant, maire de Bréauté                                                                 |
| 1836                                     |         | M. Robin père                |                             | Docteur-médecin                                                                                             |
|                                          |         |                              |                             | |
| 1871                                     | 1877    | Philippe Augustin Commin     |                             | Notaire à Goderville                                                                                        |
| 1877                                     | 1895    | M. Lemareschal               | Monarchiste                 | Propriétaire à Bréauté                                                                                      |
| 1895                                     | 1898    | André Suchetet               | Conservateur (Bonapartiste) | Propriétaire terrien, propriétaire du château d'Antiville, maire de Bréauté                                 |
| 1898                                     | 1904    | Gustave Chédru               | Républicain                 | Agriculteur à Goderville                                                                                    |
| 1904                                     | 1919    | Bernard Lefebvre (1859-1942) | Républicain antiministériel | Propriétaire à Goderville                                                                                   |
| 1919                                     | 1928    | Georges Duflo                |                             | Conseiller municipal de Bréauté                                                                             |
| 1928                                     | 1940    | M. Morisse                   | Union nationale             | |
| 1940                                     |         |                              |                             | Les conseils d'arrondissement ont été suspendus par la loi du 12 octobre 1940 et n'ont jamais été réactivés |
| Les données manquantes sont à compléter. |         |                              |                             | |

## Composition
Le canton de Goderville regroupiat 22 communes et comptait 12 488 habitants (recensement de 1999 sans doubles comptes).
| Communes                    | Population (2012) | Code postal | Code Insee |
| --------------------------- | ----------------- | ----------- | ---------- |
| Angerville-Bailleul         | 203               | 76110       | 76012      |
| Annouville-Vilmesnil        | 385               | 76110       | 76021      |
| Auberville-la-Renault       | 347               | 76110       | 76033      |
| Bec-de-Mortagne             | 615               | 76110       | 76068      |
| Bénarville                  | 193               | 76110       | 76076      |
| Bornambusc                  | 241               | 76110       | 76118      |
| Bréauté                     | 1 102             | 76110       | 76141      |
| Bretteville-du-Grand-Caux   | 1 134             | 76110       | 76143      |
| Daubeuf-Serville            | 322               | 76110       | 76213      |
| Écrainville                 | 1 031             | 76110       | 76224      |
| Goderville                  | 2 281             | 76110       | 76302      |
| Gonfreville-Caillot         | 262               | 76110       | 76304      |
| Grainville-Ymauville        | 392               | 76110       | 76317      |
| Houquetot                   | 289               | 76110       | 76368      |
| Manneville-la-Goupil        | 932               | 76110       | 76408      |
| Mentheville                 | 158               | 76110       | 76425      |
| Saint-Maclou-la-Brière      | 417               | 76110       | 76603      |
| Saint-Sauveur-d'Émalleville | 968               | 76110       | 76650      |
| Sausseuzemare-en-Caux       | 360               | 76110       | 76669      |
| Tocqueville-les-Murs        | 209               | 76110       | 76695      |
| Vattetot-sous-Beaumont      | 490               | 76110       | 76725      |
| Virville                    | 260               | 76110       | 76747      |

## Démographie
| 1962  | 1968  | 1975  | 1982   | 1990   | 1999   | 2009 |
| ----- | ----- | ----- | ------ | ------ | ------ | ---- |
| 8 218 | 8 948 | 8 900 | 10 646 | 11 733 | 12 488 | -    |